# Legbar
Das Legbar ist eine seltene britische Haushuhnrasse, die von der Rare Poultry Society und dem Rare Breeds Survival Trust betreut wird. Sie wurde in der ersten Hälfte des 20. Jahrhunderts durch Reginald Punnett und Michael Pease an der Cambridge Universität in England, aus Leghorn, Plymouth Rock, heute ausgestorbenen Silver Cambar, sowie Araucana Hühnern gezüchtet. Es handelt sich hierbei um eine kennfarbige Haushuhnrasse. Kennfarbig bedeutet, dass man das Geschlecht der Küken anhand der Farbe ihrer Daunen bereits am ersten Lebenstag bestimmen kann.
In Deutschland wurde die englische Legbar-Linie der Versuchsanstalt Stuttgart/Hohenheim mit „Deutschen Kennhühnern“ fusioniert, die später als Bielefelder Kennhuhn vom Bund Deutscher Rassegeflügelzüchter anerkannt wurden, und bereicherten so die große Italienerfamilie der Geflügelzucht.

## Beschreibung
Das Erscheinungsbild der Legbars ähnelt dem von gesperberten Leghorn, wobei 'Creme Legbar' durch ihr Araucana-Erbe eine Federhaube besitzen. Die Hähne wiegen zwischen 2,7 und 3,4 kg. Die Hennen wiegen zwischen 2,0 und 2,7 kg.
Legbar-Hähne sind muskulöse Vögel mit keilförmigem Körper, mit einer breiten Brust und breiten Schultern zum Schwanz hin leicht schmaler werdend. Der Rücken ist lang, flach und zum Schwanz hin leicht abfallend. Der gutbefiederte Schwanz wird in einem 45-Grad-Winkel zum Rücken getragen. Die großen Flügel werden eng am Körper getragen. Der Kopf hat einen kräftigen Schnabel und einen angemessenen Einfachkamm, der fünf bis sieben gleichmäßige Zacken aufweist. Das Gesicht ist glatt mit weißen oder cremefarbenen Ohrscheiben und langen dünnen Kehllappen. Der Hals ist lang und gut befiedert. Der Schnabel ist gelb, während Gesicht, Kamm und Kehllappen rot sind. Die Augen sind rot oder orangefarben. Die gelben unbefiederten Läufe und Füße sind stark und weisen vier gleichmäßig gespreizte Zehen auf.
Die Hennen gleichen in ihrem Erscheinungsbild dem der Hähne, folgen dabei jedoch den geschlechtertypischen Unterschieden. Im Gegensatz zu den Hähnen kann der Kamm der Hennen aufrecht sein oder aber elegant zur Seite fallen, ohne dabei das Auge zu verdecken. Auch der Schwanz wird von den Hennen in einem flacheren Winkel getragen.

### Varietäten
Der Poultry Club of Great Britain unterscheidet drei Schläge des Legbars: gold, silber und cremefarben.
- Gold Legbar wurden aus braunen Leghorn und gesperberten Plymouth Rock Hühnern erzüchtet und 1945 anerkannt.

Der Hahn hat einen blassgoldenen bis strohfarbenen Halsbehang, der schwarz und goldfarbig gestreift ist. Rücken, Schultern und Sattel sind blassgold bis strohfarben mit goldbraunen Streifen. Die Flügel sind dunkelgrau mit weißen und kastanienfarbenen Streifen. Brust, Bauch und Schwanz sind grau gestreift, wobei die Sicheln heller sind.
Die Henne hat einen blassgoldenen Halsbehang mit schwarzen Streifen. Die lachsfarbene Brust ist klar abgegrenzt vom dunklen schiefergrauen bis graubraunen Körper, der helle undeutliche Streifen hat. Die Flügel sind dunkelgraubraun, der Schwanz dunkelgrau mit breiten angedeuteten hellen Streifen. Sie legen zwischen 180 und 200 weiße oder cremefarbene Eier im Jahr.
- Silber Legbar wurden aus Gold Legbar, weißen Leghorn und Silver Cambar Hühnern erzüchtet und 1951 anerkannt. Das Cambar war eine kennfarbene Hühnerrasse, die 1929 an der Cambridge-Universität, aus goldfarbenen Campine und gesperberten Plymouth-Rock-Hühnern erzüchtet worden war.[6]

Der Hahn hat einen silberfarbenen Halsbehang, der spärlich mit dunkelgrau gestreift ist. Die Spitzen der Federn erscheinen silbern. Rücken, Schultern und Sattel sind silberfarben mit dunkelgrauen Streifen, wobei die Spitzen silbern erscheinen. Die Flügel sind dunkelgrau mit silbergrauen Streifen. Brust, Bauch und Schwanz sind gleichmäßig silbergrau und dunkelgrau gestreift, wobei die Sicheln heller sind.
Die Henne hat einen silberfarbenen Halsbehang mit schwarzen Streifen. Die lachsfarbene Brust ist klar abgegrenzt vom silbergrauen Körper, der undeutliche Streifen hat. Die Flügel sind silbergrau, der Schwanz silbergrau mit breiten angedeuteten Streifen. Sie legen zwischen 180 und 200 weiße oder creme-farbene Eier im Jahr.
- Cream Legbar[8] (oder Crested Cream Legbar) wurden aus Gold Legbar, weißen Leghorn und cremefarbenen Araucana Hühnern erzüchtet und 1958 anerkannt. Durch das Erbe der (beschopften und schwänzigen) englischen Araucana besitzen die Tiere dieser Varietät im Gegensatz zu den Gold Legbar und Silber Legbar eine Federhaube und die Hennen legen zwischen 180 und 200 blaue oder grüne Eier im Jahr.

Der Hahn hat einen cremefarbenen Halsbehang, der spärlich gestreift ist. Der Sattel ist cremefarben mit dunkelgrauen Streifen und cremefarbenen Spitzen. Rücken und Schultern sind cremefarben mit dunkelgrauen Streifen. Die Flügel sind dunkelgrau mit Streifen und cremefarbenen Spitzen. Brust, Bauch und Schwanz sind gleichmäßig dunkelgrau gestreift, wobei die Sicheln heller sind. Die Haube ist cremefarben und grau gestreift.
Die Henne hat einen leicht gestreiften cremefarbenen Halsbehang. Die lachsfarbene Brust ist klar abgegrenzt vom silbergrauen Körper, der undeutliche Streifen hat. Die Flügel sind grau gefleckt, der Schwanz silbergrau mit breiten angedeuteten Streifen. Die Haube ist cremefarben und grau gestreift und deutlicher ausgeprägt als beim Hahn.
Die Zwerghühner Zwerg-Legbar (englisch Legbar Bantam) und Cream Legbar Bantam entsprechen in ihren Merkmalen den Großrassen. Die Hähne wiegen jedoch nur 850 Gramm, die Hennen 620 Gramm. Zwerg-Legbar sind die einzigen verzwergten Rassen, der ehemals neun bekannten englischen kennfarbigen Rassen. Sie entsprechen den kennfarbigen Zwerg-Italienern.

## Geschlechtsbestimmung
Legbars sind, ähnlich dem Bielefelder Kennhuhn, kennfarben. Frisch geschlüpfte Küken lassen sich bei diesen Rassen anhand ihrer unterschiedlichen Daunenzeichnung, vom ersten Lebenstag an, in männliche und weibliche Küken unterteilen. Weibliche Küken haben deutliche ausgeprägte dunkle und helle Streifen entlang des Körpers. Männliche Küken hingegen erscheinen im Vergleich heller mit verwaschenen Streifen und haben einen hellen gelben Fleck auf dem Kopf.
Dieser Unterschied liegt darin begründet, dass bei Vögeln die Geschlechtschromosomen anders verteilt sind als z. B. bei Säugetieren. Hähne besitzen zwei Z-Chromosomen, während Hennen ein Z- und ein W-Chromosom besitzen. Der Sperberfaktor ('barring' (B), 'non-barring' (b+)), der zu gestreiftem Gefieder führt, liegt bei Hühnern auf dem Z-Chromosomen. Phänotypisch gesperberte Hähne besitzen demnach entweder den Genotyp B/B oder B/b+, während gesperberte Hennen immer den Genotyp B/- aufweisen. Damit männliche von weiblichen Küken anhand der Daunenfärbung unterschieden werden können, müssen die männlichen Küken zwei Kopien des Sperberfaktors tragen, also den Genotyp B/B aufweisen.